# 下流社会
下流社会（かりゅうしゃかい）とは2005年に光文社から出版された書籍の名称。著者は三浦展。レーベルは光文社新書。80万部のベストセラーとなった。現代の日本国民に変動が起きており新たな階層が生まれているということで、この新たな階層が下流社会ということである。下流社会に属することとなる人々というのは所得が少ないということに加えて、働く意欲や学ぶ意欲にも欠けているとのこと。このような人々の増加で従来の日本に存在していた中流階級というのが崩壊して行き、その先に人々がたどり着いた階層というのが下流社会ということである。本書はこのような現代の若者の変化を豊富なデータを元として書き上げられた階層問題における初の消費社会論である。